# NGC 4989
NGC 4989 este o galaxie lenticulară situată în constelația Fecioara. A fost descoperită în 17 aprilie 1784 de către William Herschel. Se află la o distanță de 35,97 de megaparseci de Pământ.